# Virginia Slims of San Francisco 1975
Virginia Slims of San Francisco 1975 — жіночий тенісний турнір, що проходив на закритих кортах з килимовим покриттям Civic Auditorium у Сан-Франциско (США). Належав до Virginia Slims Circuit. Відбувсь уп'яте і тривав з 6 січня до 11 січня 1975 року. Фінал відвідало 6346 глядачів. Перша сіяна Кріс Еверт виграла титул і отримала 15 тис. доларів.

## Фінальна частина

### Одиночний розряд
Кріс Еверт —  Біллі Джин Кінг 6–1, 6–1
- Для Еверт це був 1-й титул в одиночному розряді за сезон і 40-й — за кар'єру.

### Парний розряд
Кріс Еверт /  Біллі Джин Кінг —  Розмарі Касалс /  Вірджинія Вейд 6–2, 7–5

## Розподіл призових грошей
| Дисципліна       | П       | F      | 3-тє   | 4-те   | ЧФ     | 1/8    | 1/16 |
| Одиночний розряд | $15,000 | $8,500 | $4,600 | $3,800 | $2,100 | $1,100 | $550 |